# الحروب اليمنية العثمانية
الحروب اليمنية العثمانية كانت سلسلة من النزاعات بين الدولة العثمانية والإمامة الزيدية في اليمن العليا والتي بدأت في عام 1538 وانتهت بتوقيع اتفاقية دعان في 9 أكتوبر 1911.

## حملة 1538
وقعت أول مواجهة عثمانية مع اليمن في عام 1538 بعد انتهاء حكم الدولة الطاهرية على أيدي المماليك الذي تحالفوا مع الإمام الزيدي شرف الدين يحيى والذي دعاهم لغزو اليمن واصفاً إياهم بالغزاة الكرماء ومحرضاً لهم ضد الملك الطاهري عامر بن عبد الوهاب الذي وقف الأئمة الزيديون عاجزين عن مواجهته بعد استيلاءه على صنعاء وغيرها من المدن في اليمن ومع نهاية النزاع العثماني المملوكي تحولت الحامية المملوكية في اليمن إلى عثمانية بعد انتهاء دولة المماليك على يد السلطان سليمان القانوني.

## حملة ثلاثينيات القرن السابع عشر
وقعت محاولة عثمانية أخرى لغزو اليمن في ثلاثينيات القرن السابع عشر. ومع ذلك، انتهت هذه الحملة بنصر حاسم للأئمة الزيديين الذين تمكّنوا من توسيع نفوذهم من عسير إلى حضرموت.

## حملة محمد علي باشا
في القرن الثامن عشر، انهارت الدولة القاسمية، مما أدى إلى إنشاء عدة دول يمنية صغيرة مثل سلطنة لحج. ومع ذلك، تردد العثمانيون في البداية في محاولة غزوهم اليمن. وفي ثلاثينيات القرن التاسع عشر، طلب العثمانيون من محمد علي باشا محاولة غزو شبه الجزيرة العربية (بما في ذلك اليمن). ومع ذلك، قوبل هذا بمعارضة من الإمبراطورية البريطانية، التي اختارت احتلال عدن في يناير 1839. وفي أبريل 1840، وبسبب ضغوط من روسيا والنمسا والإمبراطورية البريطانية، انسحب محمد علي من شبه الجزيرة العربية.

## حملة 1849
في عام 1849، عاد العثمانيون إلى اليمن مرة أخرى. وفي أبريل استولوا على الحديدة، وفي يوليو، دخلوا صنعاء بدعوة من الإمام، الذي أراد أن يصبح اليمن تحت الحماية العثمانية. اعتبر هذا القرار خيانة من قبل السكان المحليين وسرعان ما وقعت ثورة مفتوحة أُجبرت العثمانيين على الانسحاب.

## حملة 1872
في عام 1872، دُعي العثمانيون إلى احتلال صنعاء من قبل النبلاء المحليين الذين أغضبتهم عدم كفاءة الإمام الزيدي، مما سمح للعثمانيين باحتلال اليمن في نهاية المطاف وإنشاء ولاية اليمن.

## ثورة 1891
في عام 1891، حدث تمرد في اليمن، بسبب قرارات العثمانيين في البلاد.

## ثورة 1904
نتيجة لعوامل مثل بُعد اليمن عن مركز الدولة العثمانية والتوترات الطائفية، شهدت البلاد حركات انتفاضة في أعوام 1882 و1896 و1902. في عام 1904، شهد اليمن أكبر انتفاضة قام بها حتى ذلك الحين، بقيادة الإمام يحيى. بينما يشير المؤرخ عبد يعقوب إلى أن الانتفاضة بدأت في يونيو 1904، ذكر قيصر فرح أن أول حادثة خطيرة وقعت في 8 نوفمبر، عندما تعرضت حامية عثمانية لهجوم ودمرت في حفاش. بعد الهجوم على حفاش، تمردت حجة وغيرها من المدن. سيطر الثوار على ذمار ويريم، وبدأوا التوجه صوب تعز وقعطبة.
خلال هذه الفترة لم تتمكن الدولة العثمانية التي كانت تعاني في تلك الفترة من صعوبات مالية من توفير الإمدادات بشكل كافٍ. كانت ولاية اليمن خالية تماماً من الإمدادات وخزائن الجيش فارغة تماماً، وكان وضع الجيش مضطرباً.
في غضون شهر من انتفاضة الإمام، أغلق الزيود الطريق بين صنعاء وميناء الحديدة، وقطعوا أسلاك التلغراف، واوقفو القوافل، وورد أن صنعاء كانت محاصرة في 12 ديسمبر. في 26 ديسمبر، استولى الثوار على مركز سنان باشا على طريق صنعاء-الحديدة.
بعد شهر من بداية الانتفاضة، حاصر الإمام يحيى مع القبائل اليمنية حاكم اليمن فائق باشا في صنعاء. ورغم طلب الباشا للأموال والطعام دون توفير معلومات دقيقة عن الحالة، إلا أنه لم يتم قبول طلبه. في عام 1905، تفاقمت المعارك وعجز الجنود المحاصرين لمدة عام عن العثور على طعام وماء، مما أدى إلى فرارهم من القلاع القريبة من المدينة. عجز القائد العسكري محمد توفيق باشا عن قمع الانتفاضة.
عندما رأى حسن محي الدين باشا أن غالبية التعزيزات وصلت إلى الضباط، قام بتفتيشها بنفسه لمنع ذلك. قام الجنود الرتباء ببيع اللحم في الشوارع بأسعار مرتفعة. وقال أحد الجنود: "الذي نحصل عليه هو العظم. نشرب الماء ونرمي بالعظم". بعد وصول إخبار الثورة إلى الإستانة، تم إرسال قوات نظامية بقيادة علي رضا باشا لقمع الانتفاضة في عام 1905. وجدت التعزيزات التركية نفسها تتعرض لأكمنة بشكل متكرر وقُتلت معظم القوة على الطريق واستولى اليمنيون على معظم مدافع القوة. تم تصوير هذا الحدث في كلمات أغنية اليمن.
تم حبس القوات العثمانية ذات الخبرة خلف أسوار مدينة صنعاء، وأطلقوا المدافع على جنودهم وتسببوا في سقوط العشرات من الضحايا، مما أدى إلى إحباط معنويات القوات.
بحلول العام 1905 بلغ عدد القتلى العثمانيين إلى أكثر من 30,000. وفي أوائل يناير، كانت حجة تحت حصار الثوار. في 22 فبراير، حاصر الثوار إب وقعطبة. في مارس، كسر العثمانيون حصار معبر بعد أربعة أيام من القتال. في مارس 1905، استولى الثوار على يريم، وحاصروا إب، التي استولوا عليها بحلول الأسبوع الثالث من شهر مايو مع قعطبة. في 5 مارس، غادرت قوة عثمانية قوامها 4000 فرد من الحديدة لتخفيف حصار صنعاء، لكنها لم تتمكن من ذلك. اتجه الثوار إلى مناخة، وفرضوا حصارًا عليها. وفي أوائل مارس، استولوا على حجة وسيطروا على مناخة في مارس.
في أبريل 1905، استولى الثوار على صنعاء، وطالبوا بالهدنة من خلال تحييد الحامية العثمانية، التي تم قبولها في يونيو 1905، تلا ذلك مفاوضات، لكن لم تؤد إلى شيء.
بعد الثورة، قامت الدولة العثمانية بإجراء تحقيق وقدمت المسؤولين إلى محكمة الحرب. ودعا السلطان عبد الحميد وفدا من علماء اليمن والوجهاء إلى اسطنبول لحل مسألة اليمن وإجراء الإصلاحات اللازمة. ولكن بسبب الخلافات بين اليمنيين والعثمانيين، لم تحقق المفاوضات أي نتائج. وجاء وفد من خمسة ممثلين عن الإمام يحيى إلى إسطنبول وقدموا تقريراً يوضح أفكاره.

## حملة 1905
بعد فشل المفاوضات، انتهكت القوات العثمانية التي تكونت من 6 كتائب بقيادة أحمد باشا الفيضي الهدنة، وبدأت هجومًا ثلاثي المحاور من مناخة في 16 يوليو عام 1905، حيث استولت على صنعاء في 29 أو 30 أغسطس.

في يوليو 1905، أرسل إمام اليمن خطابًا إلى العثمانيين، يشرح فيه استياءه من انتهاك الهدنة: 
«لقد طردناهم [العثمانيين] من صنعاء. . . لقد حددنا هدنة لمدة عام واحد لا ينبغي أن يكون فيها قتال ويجب أن يحظى كلا الطرفين بالسلام دون أي تحد أو انتهاك للشروط. وعندما وصلوا إلى المكان المناسب الذي وافقوا فيه على الانسحاب، عادوا إلى أفعالهم السابقة الممزوجة بالحقيقة والباطل، وبدأوا في انتهاك الشروط التي أبرموها والتعهدات التي وافقوا عليها، وارتكاب الشر».
في منتصف أغسطس، اكتسب العثمانيون هذه المبادرة. وبحلول نهاية ذلك الشهر، استعادوا أبها في عسير. وفي الجنوب، استولت وحدة انطلقت من تعز على يريم، في حين استولت قوة عثمانية أخرى تحت قيادة فايزي على المفرق قبل التقدم على سوق الخميس ثم احتلت في طريقها إلى صنعاء جميع المواقع حتى خولان. ذكر فايزي أنه استولى على 24 قرية، بما في ذلك جبلة وبعدان.
في منتصف نوفمبر، تقدم العثمانيون في شهارة مع 10,000 رجل، في محاولة لسحق الزيود، ولكن تم التخلي عن الهجوم بسبب التضاريس الوعرة والهجمات المستمرة من قبل القوات الزيدية، وانسحبوا إلى حجة في ديسمبر، ثم إلى صنعاء وبعد أسبوعين إلى تعز، مع مطاردة ساخنة من قبل الإمام. في هذه الأثناء، حاصر الثوار عمران، وسيطروا على جبل ذروة، ثم حاصروا صنعاء مرة أخرى. في الحديدة، أعاد العثمانيون تجميع صفوفهم، وساروا شمالًا واستعادوا السيطرة على المناطق المفقودة بالقرب من مناخة. ارتبطت القوة العثمانية بقوة عثمانية أخرى كانت تتقدم لاستعادة حجة. وفي الجنوب، كان العثمانيون يتجهون شمالًا من تعز إلى يريم بعد استعادتهم لسوق الخميس، وبعد ذلك عرض الإمام السلام إذا كان بإمكانه الحفاظ على ذمار، ويريم، وعمران، وكوكبان، والطويلة، وحجة.
في أغسطس 1906، وصل وفد عثماني إلى الإمام، معربًا عن رغبته في إعادة فتح المفاوضات. ورد أن الإمام استجاب له زاعمًا رغبته في إنهاء إراقة الدماء.

## تمرد 1911
في أوائل عام 1911، بدأ الإمام، المحبط من عدم إحراز تقدم في المفاوضات المستمرة منذ خمس سنوات، حربًا أخرى ضد العثمانيين. وصلت قواته المسلحة إلى صنعاء في 12 يناير 1911، واستولت على المدينة قبل أن تنهار قواته قرب نهاية أبريل.
في 9 أكتوبر 1911، تم التوصل إلى هدنة والتوقيع على اتفاقية دعان. ووفقًا للمعاهدة التي تتألف من 22 مادة علنية وخمس مواد سرية، سيتم تسليم إدارة المناطق الجبلية، بما في ذلك صنعاء، إلى الإمام يحيى. ومع ذلك، سيظل تحت السيادة العثمانية في العلاقات الخارجية وعدم التمكن من التوقيع على اتفاقيات مع الدول الأجنبية. كما تنص المعاهدة على أن يتنازل الإمام يحيى عن مطالبه بلقب "أمير المؤمنين"، وستُقدم له مبلغًا سنويًا قدره 20,000 ليرة عثمانية. وفي مقابل ذلك، سيتوقف الإمام يحيى عن تحصيل الزكاة.
كانت المعاهدة سارية لمدة 7 سنوات، حتى استفاد الإمام من الانهيار العثماني في الحرب العالمية الأولى وأنشأ المملكة المتوكلية اليمنية في 30 أكتوبر 1918.